# Евсюгин, Аркадий Дмитриевич
Аркадий Дмитриевич Евсюгин (25 января 1910 — 15 декабря 1994) — советский государственный и политический деятель, первый секретарь Ненецкого окружного комитета ВКП(б) (1937—1938), депутат Верховного Совета СССР 1-го созыва.

## Биография
Родился 25 января 1910 года в деревне Верхняя Пеша Мезенского уезда Архангельской губернии в семье полуоседлого ненца-бедняка, писаря тиманского старшины.
С 1926 года — комсомолец, с 1930 года — член ВКП(б).
Курсант Архангельской совпартшколы с 1927 года по 1928 год.
Секретарь Тиманского тундрового Совета с 1928 года по 1930 год.
Окончил институт народов Севера в Ленинграде в 1933 году.
В период учёбы избирался ответственным секретарём комсомольской организации института, сотрудничал в студенческом журнале «Тайга и тундра».
Первый секретарь Большеземельского РК ВКП (б) с 1933 года по 1936 год; второй с 1936 года по 1937 год.
Первый секретарь Ненецкого ОК ВКП (б) с 1937 года по 1938 год.
В 1938 году осужден по статье 58 п. 7.
Приговорён судом к 25 годам лишения свободы.
Отбывал наказание в Магаданской области.
В 1954 году приговор отменён за отсутствие состава преступления.
Инженер-добытчик Архангельской области управления моторно-рыболовных станций с 1955 года по 1957 год.
Председатель Большеземельского райисполкома с 1958 года по 1959 год.
Заведующий коммунальным отделом Нарьян-Марского горисполкома с 1959 года по 1965 год.
Избирался депутатом Верховного Совета СССР 1-го созыва.
С 1968 года проживал в Армавире.
Умер 15 декабря 1994 года.